# Buldon
Buldon (Bayan ng Buldon) är en kommun i Filippinerna. Kommunen tillhör provinsen Shariff Kabunsuan och ligger på ön med samma namn. Folkmängden uppgår till 26 903 invånare.
Buldon är indelat i 15 barangayer.